# Luigi Musina
Luigi Musina (ur. 17 kwietnia 1914 w Gorycji, zm. 10 lutego 1990 w Cormòns) – włoski bokser kategorii półciężkiej, dwukrotny złoty medalista mistrzostw Europy, zawodowy mistrz Europy.
Uczestniczył w Mistrzostwach Europy w Mediolanie 1937, na których zdobył tytuł mistrzowski (pokonał w finale Franciszka Szymurę). Powtórzył ten sukces na Mistrzostwach w Dublinie w 1939 (ponownie zwyciężył z F. Szymurą).
Startując na ringu zawodowym (1940–1947), wywalczył tytuł zawodowego mistrza Europy na rok 1942 w wadze półciężkiej. Stoczył 52 walki zawodowe, z czego 38 wygrał, 5 zremisował i 9 przegrał.